# Okręgowe rozgrywki w piłce nożnej woj. olsztyńskiego, elbląskiego i suwalskiego (1994/1995)
Drużyny z województwa olsztyńskiego, elbląskiego i suwalskiego występujące w ligach centralnych i makroregionalnych:
- I liga – Stomil Olsztyn
- II liga – Pomezania Malbork
- III liga – Jeziorak Iława, Wigry Suwałki, Orlęta Reszel, Warmia Olsztyn, Polonia Elbląg, Błękitni Orneta

Rozgrywki okręgowe:
- OZPN Olsztyn:

- - Klasa okręgowa (IV poziom rozgrywkowy)
  - Klasa A - 2 grupy (V poziom rozgrywkowy)
  - Klasa B - podział na grupy (VI poziom rozgrywkowy)
  - klasa C - podział na grupy (VII poziom rozgrywkowy)

- OZPN Elbląg:

- - Klasa okręgowa (IV poziom rozgrywkowy)
  - Klasa A - 2 grupy (V poziom rozgrywkowy)
  - klasa B - podział na grupy (VI poziom rozgrywkowy)
  - klasa C - podział na grupy (VII poziom rozgrywkowy)

- OZPN Suwałki:

- - Klasa okręgowa (IV poziom rozgrywkowy)
  - Klasa A (V poziom rozgrywkowy)

## OZPN Olsztyn

### Klasa okręgowa
| Poz. | Klub                | M  | Pkt. |
| ---- | ------------------- | -- | ---- |
| 1    | Victoria Bartoszyce | 26 |      |

- Victoria Bartoszyce nie awansowała do III ligi

## OZPN Elbląg

### Klasa okręgowa
| Poz. | Klub                           | Pkt. | Bramki |
| ---- | ------------------------------ | ---- | ------ |
| 1    | Rodło Kwidzyn (s)              |      |        |
| ?    | Barkas Tolkmicko               |      |        |
| ?    | Żuławy Nowy Dwór Gdański       |      |        |
| ?    | Relax Ryjewo                   |      |        |
| ?    | Jurand Lasowice                |      |        |
| ?    | Spójnia Sadlinki               |      |        |
| ?    | Unia Susz                      |      |        |
| ?    | Olimpia Sztum                  |      |        |
| ?    | Przebój/Pomezania II Malbork   |      |        |
| ?    | Pogoń Prabuty                  |      |        |
| ?    | Zalew Frombork                 |      |        |
| ?    | Pomowiec Gronowo Elbląskie (b) |      |        |
| ?    | Powiśle Dzierzgoń (s)          |      |        |
| ?    | Technik Complex Rakowiec (b)   |      |        |

- Rodło Kwidzyn awansowało do III ligi

### klasa A

#### gr. I
- awans: Zatoka Braniewo

#### gr. II
| Poz. | Klub                | Pkt. | Bramki |
| ---- | ------------------- | ---- | ------ |
| 1    | Powiśle Stary Targ  | 41   | 79-17  |
| 2    | LZS Waplewo         | 35   | 66-22  |
| 3    | Bianco Rodowo (b)   | 25   | 41-28  |
| 4    | Błyskawica Postolin | 23   | 62-52  |
| 5    | LZS Pastwa          | 23   | 55-49  |
| 6    | Tęcza Szropy        | 23   | 46-47  |
| 7    | Olimpia Kisielice   | 21   | 59-53  |
| 8    | LZS Nowa Wioska     | 17   | 48-59  |
| 9    | Pogoń Gardeja       | 14   | 21-61  |
| 10   | Pojezierze Prabuty  | 14   | 33-53  |
| 11   | Powiśle Czernin (b) | 12   | 30-86  |

- LZS Waplewo awansował po barażu